# All Elite Wrestling
All Elite Wrestling (AEW) - американський реслінг-промоушен, заснований в 2019 році. Про його створення оголосили підприємці Шахід Хан і його син Тоні, перший з яких виступив в якості головного інвестора, а другий - президента і генерального директора компанії. Перші реслери – Коді Роудс, Кенні Омега, а також Метт і Нік Джексон (Янг Бакс), відомі як члени угрупування «Еліта», є виконавчими віце-президентами компанії.
З 2 жовтня 2019 року AEW стартував двогодинне щотижневе телевізійне шоу AEW Dynamite, яке транслюється в прямому ефірі на каналі TNT в США. CBS Sports оцінив AEW як «першу компанію з великою фінансовою підтримкою, яка почала конкурувати з WWE на серйозному рівні майже за два десятиліття».

## Історія

### Виникнення
У травні 2017 року реслінг-журналіст Дейв Мельцер висловив думку, що американський реслінг-промоушен Ring of Honor (ROH) не зможе продати 10 000 квитків на своє шоу. На його коментар відреагували професійні борці Коді та «Янг Бакс» (Метт і Нік Джексон), які були провідними зірками ROH. У вересні 2018 року вони організували і провели незалежне шоу під назвою All In, в якому взяли участь реслери з ROH і інших компаній. Квитки були розпродані за 30 хвилин, шоу зібрало найбільшу з 1993 року аудиторію серед реслінг-шоу в Америці, організованих не WWE або World Championship Wrestling. Шоу відвідали 11 263 людини. Шоу All In отримало визнання, в результаті з'явилося багато чуток про те, що Коді та Джексони створять власний реслінг-промоушен. Про створення AEW було повідомлено 1 січня 2019 року в епізоді «Being The Elite», вебсеріалі на YouTube. Футбольний менеджер і шанувальник рестлінга Тоні Хан був оголошений президентом компанії. Тоні і його батько, Шахід, є мільярдерами і входять в групу власників «Джексонвілл Джагуарс» і футбольного клубу «Фулхем».
3 січня 2019 року дружина Коді - Бренді Роудс була оголошена бренд-директором компанії. 8 січня 2019 року компанія провела свою першу прес-конференцію на площі стадіону TIAA Bank Field, де вони оголосили реслерів, які приєдналися до AEW, зокрема команда SoCal Uncensored (Крістофер Деніелс, Скорпіо Скай та Френкі Казаріан), Доктор Брітт Бейкер, Джої Джанела, «Шибеник» Адам Пейдж, Пак і Кріс Джеріко. Біллі Ганн був оголошений продюсером компанії.
У квітні 2019 стало відомо, що легендарний коментатор Джим Росс підписав трирічний контракт з All Elite Wrestling і стане коментатором першого великого шоу Double or Nothing. Ринг-анонсером All Elite Wrestling стане колишній співробітник WWE Джастін Робертс.
15 травня стало відомо, що AEW уклали телевізійний контракт з телеканалом TNT і транслюватимуть шоу AEW Dynamite на щотижневій основі з осені 2019 року.

### Double or Nothing
Перше шоу All Elite Wrestling під назвою Double or Nothing відбулося 25 травня 2019 року в MGM Grand Garden Arena (Лас-Вегас, Невада). Після закінчення головного матчу, в якому Кріс Джеріко переміг Кенні Омегу, в AEW дебютував колишній рестлер WWE - Джон Мокслі. Під час шоу легенда реслінгу Брет Харт показав титул чемпіона світу AEW, за який в майбутньому битимуться Кріс Джеріко і «Шибеник» Адам Пейдж, який переміг в матчі Casino Battle Royale.

## Трансляція
| ТВ шоу              | Період трансляції               | Мережа мовлення | Примітки |
| ------------------- | ------------------------------- | --------------- | --- |
| AEW Dynamite        | 2 жовтня 2019 - нині            | TBS             | Флагманська програма AEW довжиною в 2 години. Виходить в прямому ефірі по середам.                                     |
| AEW Collision       | 17 червня 2023 - нині           | TNT             | Третя щотижнева програма AEW довжиною в 2 години. Виходить в прямому ефірі по суботам.                                 |
| Battle of the Belts | 8 січня, 2022 - нині            | TNT             | Спеціальний випуск, що виходить щоквартал. Кожен матч на шоу є титульним                                               |
| AEW Dark            | 8 жовтня 2019 - 24 березня 2023 | YouTube         | У передачі представлені темні матчі, які не увійшли в основне шоу, а також обговорення та інтерв'ю з гостями передачі. |
| AEW Dark: Elevation | 15 травня 2021 - 24 квітня 2023 | YouTube         | Матчі з реслерами-початківцями та незалежними виконавцями.                                                             |
| AEW Rampage         | 13 серпня 2021 - 22 грудня 2024 | TNT             | Друга щотижнева телевізійна програма AEW довжиною в годину. Виходила в записі по п'ятницям.                            |

## Платні шоу

### 2019
| Шоу                  | Дата        | Місце                    | Арена                  | Головна подія                                                     |
| -------------------- | ----------- | ------------------------ | ---------------------- | ----------------------------------------------------------------- |
| Double or Nothing    | 25 травня   | Лас-Вегас, Невада        | MGM Grand Garden Arena | Кенні Омега п. Кріса Джеріко.                                     |
| Fyter Fest           | 29 червня   | Дейтона-біч, Флорида     | Ocean Center           | Джон Мокслі п. Джої Джанели.                                      |
| Fight for the Fallen | 13 липня    | Джексонвілл, Флорида     | Daily’s Place          | Братство (Коді й Дастін Роудс) п. Янг Бакс (Метт та Нік Джексон). |
| All Out              | 31 серпня   | Хофман Эстейтс, Іллінойс | Sears Centre Arena     | Кріс Джеріко п. Адама Пейджа за титул чемпіона світу AEW.         |
| Full Gear            | 9 листопада | Балтимор, Меріленд       | Royal Farms Arena      | Джон Мокслі п. Кенні Омеги.                                       |

### 2020
| Шоу               | Дата        | Місце                | Арена                            | Головна подія |
| ----------------- | ----------- | -------------------- | -------------------------------- | --- |
| Revolution        | 29 лютого   | Чикаго, Іллінойс     | IL Wintrust Arena                | Кріс Джеріко п. Джона Мокслі за титул чемпіона світу AEW. |
| Double or Nothing | 23 травня   | Джексонвілл, Флорида | Daily’s Place та TIAA Bank Field | Метт Харді й «Еліта» (Адам Пейдж, Кенні Омега, Метт Джексон і Нік Джексон) п. «Внутрішнього кола» (Кріс Джеріко, Джейк Хагер, Семмі Гевара, Сантана й Ортіз) в матчі Stadium Stampede. |
| All Out           | 5 вересня   | Джексонвілл, Флорида | Daily’s Place                    | Джон Мокслі п. MJF за титул чемпіона світу AEW. |
| Full Gear         | 7 листопада | Джексонвілл, Флорида | Daily’s Place                    | Джон Моклсі п. Едді Кінгстона за правилами "I Quit" за титул чемпіона світу AEW. |

### 2021
| Шоу               | Дата      | Місце                  | Арена                            | Головна подія |
| ----------------- | --------- | ---------------------- | -------------------------------- | --- |
| Revolution        | 7 березня | Джексонвілл, Флорида   | Daily’s Place                    | Кенні Омега п. Джона Мокслі у матчі Exploding Barbed Wire Deathmatch за титул чемпіона світу AEW.                                                                        |
| Double or Nothing | 30 травня | Джексонвілл, Флорида   | Daily’s Place та TIAA Bank Field | «Внутрішнє коло» (Кріс Джеріко, Джейк Хагер, Семмі Гевара, Сантана й Ортіз) проти «Вершини» (MJF, Шон Спірс, Уордлоу, Кеш Уілер і Дакс Харвуд) в матчі Stadium Stampede. |
| All Out           | 5 вересня | Чикаго, Іллінойс       | Now Arena                        | Кенні Омега п. Крістіана Кейджа за титул чемпіона світу AEW. |
| Full Gear         | 13 грудня | Міннеаполіс, Міннесота | Target Center                    | Адам Пейдж п. Кенні Омега за титул чемпіона світу AEW. |

### 2022
| Шоу               | Дата      | Місце                    | Арена                    | Головна подія                                                           |
| ----------------- | --------- | ------------------------ | ------------------------ | ----------------------------------------------------------------------- |
| Revolution        | 6 березня | Орландо, Флорида         | Addition Financial Arena | Адам Пейдж п. Адама Коула за титул чемпіона світу AEW.                  |
| Double or Nothing | 29 травня | Лас-Вегас, Невада        | T-Mobile Arena           | СМ Панк п. Адама Пейджа за титул чемпіона світу AEW.                    |
| Forbidden Door    | 26 червня | Чикаго, Іллінойс         | United Center            | Джон Мокслі п. Хіроші Танахаші за титул тимчасового чемпіона світу AEW. |
| All Out           | 4 вересня | Гоффман-Естейт, Іллінойс | Now Arena                | СМ Панк п. Джона Мокслі за титул чемпіона світу AEW.                    |
| Full Gear         | 19 грудня | Ньюарк, Нью-Джерсі       | Prudential Center        | Максвелл Джейкоб Фрідман п. Джона Мокслі за титул чемпіона світу AEW.   |

### 2023
| Шоу               | Дата         | Місце                     | Арена                             | Головна подія |
| ----------------- | ------------ | ------------------------- | --------------------------------- | --- |
| Revolution        | 5 березня    | Сан-Франциско, Каліфорнія | Chase Center                      | Максвелл Джейкоб Фрідман п. Браяна Деніелсона по правилам 60-хвилинного матчу Iron Man за титул чемпіона світу AEW                                                                                  |
| Double or Nothing | 28 травня    | Лас-Вегас, Невада         | T-Mobile Arena                    | Еліта (Адам Пейдж, Кенні Омега, Метт Джексон та Нік Джексон) п. Блекпульского Бійцівського Клубу (Браян Денієлсон, Клаудіо Кастаньолі, Джон Мокслі, Вілер Юта) за правилами "Anarchy In The Arena " |
| Forbidden Door    | 25 червня    | Торонто, Онтаріо          | Scotiabank Arena                  | Браян Денієлсон п. Казучіки Окади |
| All In London     | 27 серпня    | Лондон, Англія            | Wembley Stadium                   | МЖФ п. Адама Коула за титул чемпіона світу AEW |
| All Out           | 3 вересня    | Чикаго, Іллінойс          | United Center                     | Джон Мокслі п. Оренджа Кесседі за титул інтернаціонального чемпіона AEW |
| WrestleDream      | 1 жовтня     | Сіетл, Вашингтон          | Climate Pledge Arena              | Крістіан Кейдж п. Дарбі Алліна за правилами "2 з 3 утримань" за титул чемпіона TNT |
| Full Gear         | 18 листопада | Інглвуд, Каліфорнія       | The Kia Forum                     | МЖФ п. Джея Вайта за титул чемпіона світу AEW |
| Worlds End        | 30 грудня    | Юніондейл, Нью-Йорк       | Nassau Veterans Memorial Coliseum | МЖФ п. Самоа Джо за титул чемпіона світу AEW |

### 2024
| Шоу               | Дата      | Місце                        | Арена                  | Головна подія |
| ----------------- | --------- | ---------------------------- | ---------------------- | --- |
| Revolution        | 3 березня | Грінсборо, Північна Кароліна | Greensboro Coliseum    | Янг Бакс п. Дарбі Алліна та Стінга за правилами "Tornado tag team" за титул командних чемпіонів світу AEW                                                                      |
| Dynasty           | 21 квітня | Сент-Луїс, Міссурі           | Chaifetz Arena         | Самоа Джо п. Сверва Стрікланда за титул чемпіона світу AEW |
| Double Or Nothing | 26 травня | Лас-Вегас, Невада            | MGM Grand Garden Arena | Еліта (Джек Перрі, Казучика Окада, Меттью Джексон та Ніколас Джексон) п. FTR (Кеш Віллер та Дах Гарвуд), Браяна Денієлсона та Дарбі Алліна за правилами "Anarchy in the Arena" |
| Forbidden Door    | 30 червня | Елмонт, Нью-Йорк             | UBS Arena              | Сверв Стрікланд п. Вілла Оспрея за титул чемпіона світу AEW |
| All In London     | 25 серпня | Лондон, Англія               | Wembley Stadium        | Сверв Стрікланд п. Браяна Деніелсона за правилами "Титул чемпіона світу проти Кар'єри"                                                                                         |
| All Out           | 7 вересня | Гоффман-Естейтс, Іллінойс    | NOW Arena              | Сверв Стрікланд п. Адама Пейджа за правилами "Lights Out Steel Cage Match" |

## Чемпіонські пояси та інші досягнення

### Чинні чемпіони (станом на 3 вересня 2023 року)
| Титул                                 | Поточний чемпіон         | Чемпіонство | Дата виграшу   | Шоу                      | Попередній чемпіон |
| ------------------------------------- | ------------------------ | ----------- | -------------- | ------------------------ | ------------------ |
| Чемпіон світу AEW                     | Максвелл Джейкоб Фрідман | Перше       | 19 грудня 2022 | Full Gear (2022)         | Джон Мокслі        |
| Чемпіонка світу AEW серед жінок       | Серая                    | Перше       | 27 серпня 2023 | All In London            | Хікару Шіда        |
| Чемпіон TNT AEW                       | Лучазавр                 | Перше       | 17 червня 2023 | AEW Collision #1         | Уордлоу            |
| Командні чемпіони світу AEW           | FTR                      | Друге       | 5 квітня 2023  | AEW Dynamite #198        | The Gunns          |
| Інтернаціональний чемпіон AEW         | Джон Мокслі              | Перше       | 3 вересня 2023 | All Out 2023             | Орендж Кесседі     |
| Чемпіонка TBS AEW                     | Кріс Статлендер          | Перше       | 28 травня 2023 | Double or Nothing (2023) | Джейд Каргілл      |
| Командні чемпіони серед тріо AEW      | Біллі Ганн та Визнані    | Перше       | 27 серпня 2023 | All In London            | Дім Блека          |
| Чемпіон FTW (не визнаний промоушеном) | ХУК                      | Друге       | 27 серпня 2023 | All In London            | Джек Перрі         |

### Інші досягнення
| Подія                                   | Переможець                           | Дата виграшу   | Шоу                            |
| --------------------------------------- | ------------------------------------ | -------------- | ------------------------------ |
| Чоловічий Casino Battle Royale          | «Джангл Бой» Джер Перрі              | 30 травня 2021 | Double or Nothing (2021)       |
| Жіночий Casino Battle Royale            | Рубі Сохо                            | 5 вересня 2021 | All Out (2021)                 |
| Casino Ladder матч                      | Браян Кейдж                          | 23 травня 2020 | Double or Nothing (2020)       |
| Casino Tag Team Royale                  | Трикутник Смерті (Пак та Рей Фенікс) | 7 березня 2021 | AEW Dynamite                   |
| Dynamite Diamond Ring                   | MJF                                  | 2 грудня 2020  | AEW Dynamite: Winter Is Coming |
| Матч з драбинами Face of the Revolution | Скорпіо Скай                         | 7 березня 2021 | Revolution (2021)              |

## Зноски
1. ↑  Elite Related Trademark Filings Connect Group to Rumored New Company. TheSportster (амер.). 21 листопада 2018. Архів оригіналу за 2 жовтня 2021. Процитовано 2 жовтня 2021.
2. ↑  AEW TV deal: Weekly show to air live on TNT with Turner also streaming pay-per-views. CBSSports.com (англ.). Архів оригіналу за 13 липня 2019. Процитовано 2 жовтня 2021.
3. ↑  Cody & The Young Bucks planning to self-finance 10,000 seat show. WON/F4W - WWE news, Pro Wrestling News, WWE Results, UFC News, UFC results (англ.). 28 листопада 2017. Архів оригіналу за 10 січня 2019. Процитовано 2 жовтня 2021.
4. ↑  Stone, Rolling; Stone, Rolling (7 березня 2018). The Young Bucks and Cody Rhodes on the Biggest Independent Wrestling Show. Rolling Stone (амер.). Архів оригіналу за 10 січня 2019. Процитовано 2 жовтня 2021.
5. ↑  Howard, Brandon. 7 things to know about 'All In' – the huge indie wrestling show coming to the Chicago area. chicagotribune.com. Архів оригіналу за 14 травня 2018. Процитовано 2 жовтня 2021.
6. ↑  ALL IN.....SOLD OUT? | PWInsider.com. www.pwinsider.com. Архів оригіналу за 15 травня 2018. Процитовано 2 жовтня 2021.
7. ↑  WOR: All Elite Wrestling announced, Jon Jones, RIZIN, more!. WON/F4W - WWE news, Pro Wrestling News, WWE Results, UFC News, UFC results (англ.). 1 січня 2019. Архів оригіналу за 1 січня 2019. Процитовано 2 жовтня 2021.
8. ↑  The Battle of Los Angeles: Professional wrestling’s answer to Sundance. sports.yahoo.com (амер.). Архів оригіналу за 3 січня 2019. Процитовано 2 жовтня 2021.
9. ↑  Cody Rhodes Comments on All Elite Wrestling Announcement. TheSportster (амер.). 1 січня 2019. Архів оригіналу за 2 жовтня 2021. Процитовано 2 жовтня 2021.
10. ↑  Chiari, Mike. AEW Signs WWE Hall of Famer Jim Ross to 'Groundbreaking' 3-Year Contract. Bleacher Report (англ.). Архів оригіналу за 2 жовтня 2021. Процитовано 2 жовтня 2021.
11. ↑  Джастин Робертс — ринг-анонсер All Elite Wrestling — VSplanet.net (рос.). 3 квітня 2019. Архів оригіналу за 2 жовтня 2021. Процитовано 2 жовтня 2021.
12. ↑  Otterson, Joe; Otterson, Joe (24 липня 2019). All Elite Wrestling to Launch on TNT Wednesdays in October. Variety (амер.). Архів оригіналу за 25 липня 2019. Процитовано 2 жовтня 2021.
13. ↑  Here's every signing and announcement from the AEW press conference. Newsweek (англ.). 8 січня 2019. Архів оригіналу за 9 січня 2019. Процитовано 2 жовтня 2021.
14. ↑  @codyrhodes (25 березня 2019). https://twitter.com/codyrhodes/status/1110266502090055681 (Твіт)  (укр.). Архів оригіналу за 12 квітня 2019. Процитовано 2 жовтня 2021 — через Твіттер.
15. ↑  Chris Jericho shocks by signing with All Elite Wrestling as AEW rally hits a home run. CBSSports.com (англ.). Архів оригіналу за 9 січня 2019. Процитовано 2 жовтня 2021.
16. ↑  @aewrestling (12 грудня 2019). https://twitter.com/aewrestling/status/1204954674434125827 (Твіт)  (укр.). Архів оригіналу за 12 грудня 2019. Процитовано 2 жовтня 2021 — через Твіттер.
17. ↑  Barrasso, Justin. AEW’s ‘Double or Nothing’ Returning to Las Vegas in May. Sports Illustrated (амер.). Архів оригіналу за 5 лютого 2020. Процитовано 2 жовтня 2021.
18. ↑  AEW announces All Out PPV for September. WON/F4W - WWE news, Pro Wrestling News, WWE Results, UFC News, UFC results (англ.). 23 травня 2020. Архів оригіналу за 17 жовтня 2020. Процитовано 2 жовтня 2021.
19. ↑  AEW Full Gear 2020 Set For 11/7 | Fightful News. www.fightful.com (англ.). Архів оригіналу за 18 травня 2021. Процитовано 2 жовтня 2021.